# Horst-Ludwig Riemer
Pour les articles homonymes, voir Riemer.
Horst-Ludwig Riemer (né le 3 avril 1933 à Insterbourg et mort le 2 octobre 2017 à Montjoie) est un homme politique allemand (FDP). Il est membre de trois cabinets du gouvernement de Rhénanie du Nord-Westphalie.

## Biographie
Diplômé du lycée en 1953, Horst-Ludwig Riemer étudie le droit et l'économie à l'université rhénane Frédéric-Guillaume de Bonn et à l'Université de Cologne. À Cologne, il rejoint le Corps Marcomannia Breslau. Lorsqu'il est inactif, il passe à l'Université Heinrich Heine de Düsseldorf. En 1960, il obtient son doctorat. Il travaille ensuite dans l'administration de l'État de 1963 à 1966 et comme avocat à partir de 1966. Depuis 2001, Riemer est associé d'un cabinet d'avocats, auditeur et conseiller fiscal à Düsseldorf. Horst-Ludwig Riemer est membre du conseil d'administration de la Fondation Heinz-Kühn. De 1969 à 1978, il est membre du conseil consultatif de la Fondation Friedrich-Naumann. Riemer est marié et a trois enfants.

### Politique
Horst-Ludwig Riemer est membre du FDP depuis 1952. En 1963, il devient membre du conseil d'État de Rhénanie du Nord-Westphalie et est président de l'association d'État de 1972 à 1979. De 1972 à 1981, il est également été membre du comité exécutif fédéral du FDP. Riemer est membre du Landtag de Rhénanie-du-Nord-Westphalie de 1965 à 1980 et de 1985 à 1995. Là, il est vice-président du groupe parlementaire de 1969/1970 et de 1990 à 1995 et vice-président du Landtag de 1985 à 1990. De 1970 à 1979, il est ministre de l'économie, des moyennes entreprises et des transports en Rhénanie-du-Nord-Westphalie. Il est responsable de la planification du 3ème Aéroport Intercontinental (3IF) en Rhénanie du Nord-Westphalie. En tant que ministre de l'Économie, il est responsable du programme d'action Ruhr du cabinet Rau I, créé en 1979. De 1980 à 1983, il est député du Bundestag.

### Honneurs
Riemer reçoit l'Ordre du Mérite de la République fédérale d'Allemagne et l'Ordre du Mérite de Rhénanie du Nord-Westphalie. Il est maître honoraire de la Chambre de l'artisanat de Düsseldorf, titulaire de la bague d'honneur de la Chambre de l'artisanat d'Aix-la-Chapelle et de la marque d'or de l'Association centrale de l'artisanat allemand. Il reçoit la médaille du sénateur Lothar Danner et le prix Georg-Schulhoff ainsi que la plaque d'or du mérite de l'Association de chant de Rhénanie-du-Nord-Westphalie, la médaille d'honneur d'or de la Garde routière allemande et l'insigne d'or d'honneur de la protection animale allemande.